# Hermann Härtel (Verleger)

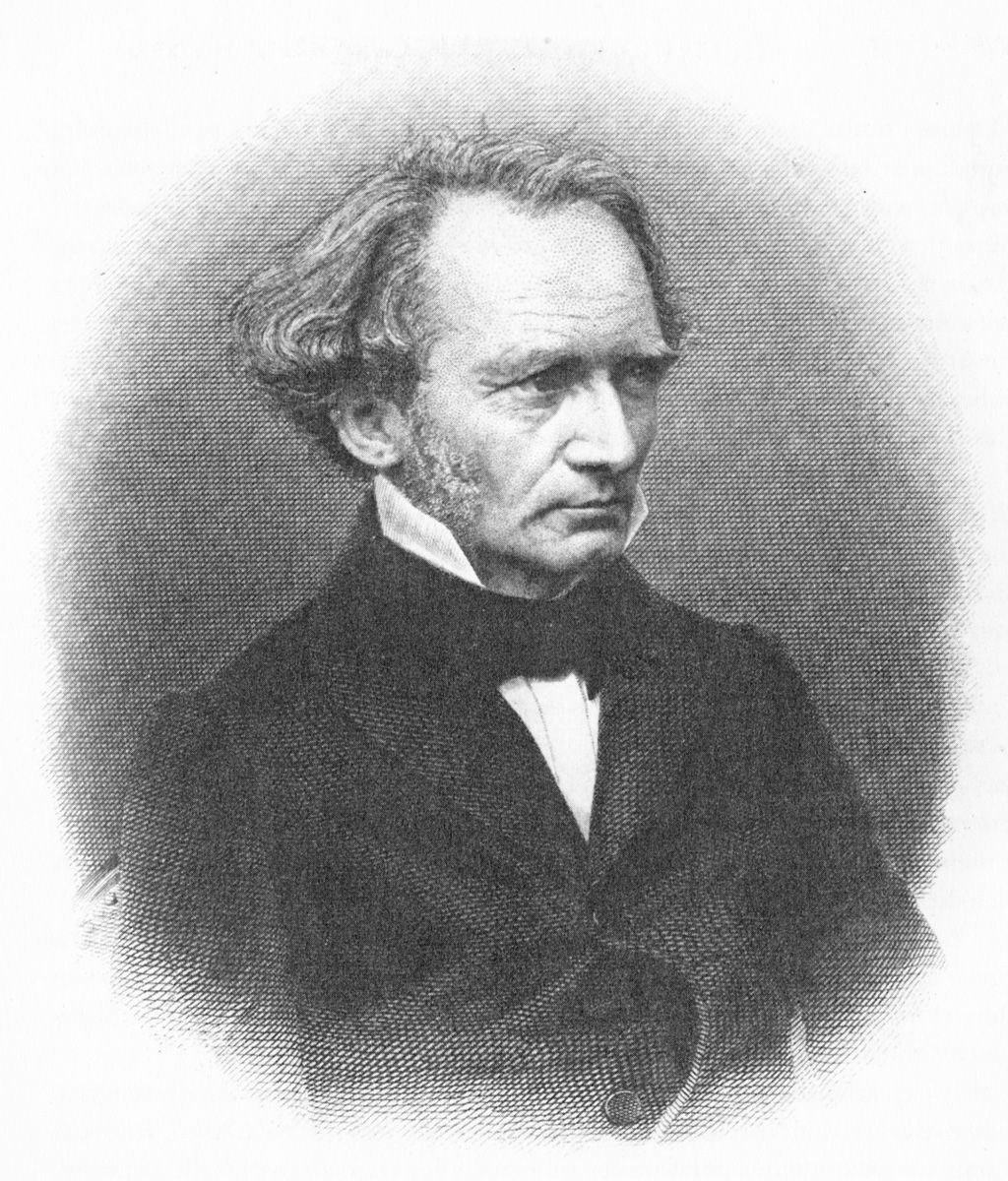
Hermann Härtel

Hermann Härtel (* 27. April 1803 in Leipzig; † 4. August 1875 ebenda) war ein deutscher Musikverleger. Er war Mitinhaber und Leiter des Leipziger Verlags Breitkopf & Härtel.

## Leben
Hermann Härtel war der älteste Sohn des Leipziger Musikalienverlegers Gottfried Christoph Härtel (1763–1827) und seiner Ehefrau Amalie Eleonore geborene Klötzer (1781–1811). Er wurde frühzeitig vom Vater an kunstwissenschaftliche Aspekte herangeführt. Ab 1819 studierte er Rechtswissenschaft in Leipzig und Göttingen. 1828 wurde er zum Dr. jur. promoviert.

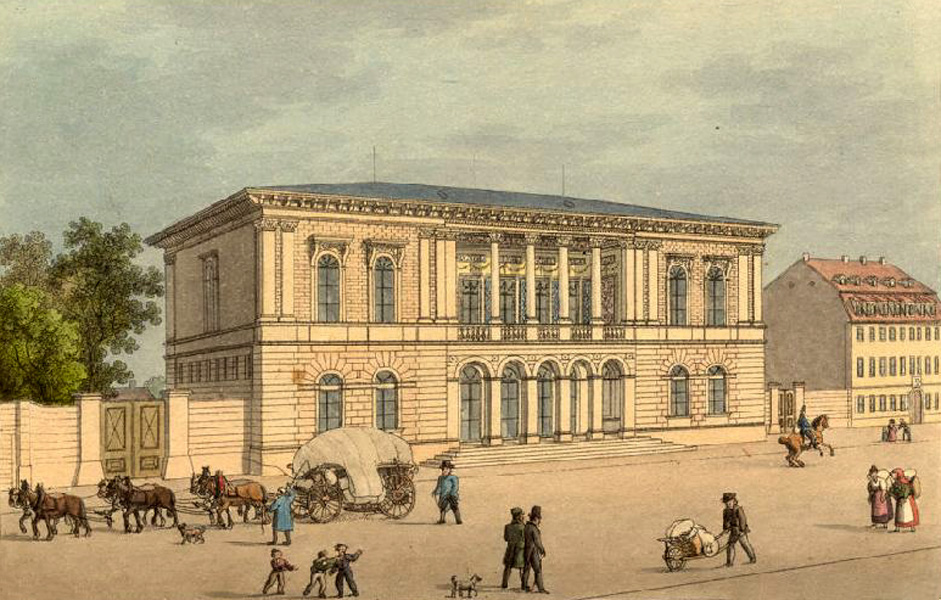
Das Römische Haus in Leipzig (um 1850)

Danach widmete er sich intensiv der Kunst und unternahm von 1829 bis 1830 mit seinem Freund Karl August Hase (1800–1890), seinem späteren Schwager, eine Reise nach Italien, wo er sich insbesondere in Rom der dortigen deutschen Künstlergruppe um Joseph Anton Koch (1768–1839) anschloss. Er lernte Bonaventura Genelli (1798–1868) kennen und freundete sich mit Friedrich Preller dem Älteren (1804–1878) an. Mit ihnen und dem jungen Architekten Woldemar Hermann (1807–1878) wurden Pläne für eine Villa in Leipzig nach dem Vorbild der römischen Villa Farnesina geschmiedet. Deren Umsetzung wurde nach seiner Rückkehr nach Leipzig auch in Angriff genommen, und von 1832 bis 1834 entstand das Römische Haus in Leipzig. Härtel gab damit den ersten Anstoß zu einer schöneren Bauweise in Leipzig. Das Haus wurde zu einem künstlerischen Treffpunkt der Stadt.
1835 drängte seine Familie Hermann Härtel dazu, in die Leitung des Verlags einzusteigen, den sein jüngerer Bruder Raimund Härtel (1810–1888) seit 1832 allein geleitet hatte. Der Verlag vertrat bald die größten Komponisten ihrer Zeit, darunter Felix Mendelssohn Bartholdy (1809–1847), Robert Schumann (1810–1856), Franz Liszt (1811–1886), Frédéric Chopin (1810–1849), Richard Wagner (1813–1883) und Johannes Brahms (1833–1897). Nach 1850 begann die Zeit der Komponisten-Gesamtausgaben, 1851 eröffnet mit Johann Sebastian Bach (1685–1750). Das Verzeichnis des musikalischen Verlages umfasste bei Hermann Härtels Tod 15.000 Nummern und überspannte das gesamte Gebiet der Musik.
Ein wesentlicher Geschäftszweig war neben den Musikalien der Bücherverlag mit musiktheoretischen und musikgeschichtlichen Werken, darunter auch die Allgemeine musikalische Zeitung. Immerhin beschäftigte der Betrieb 1869 siebenmal so viel Buch- wie Notendrucker. Die Gesamtzahl der Mitarbeiter betrug zum Zeitpunkt des Umzugs 1867 aus dem Goldenen Bären in der Innenstadt in die Talstraße ins Graphische Viertel etwa 400.
Auch außerhalb des Verlages war Hermann Härtel vielseitig tätig. Ab 1834 war er Mitglied des Direktoriums des Leipziger Gewandhausorchesters. Er war Mitbegründer und im Direktorium des Leipziger Kunstvereins und Mitglied des Stadtrates. Ab 1852 war er Sekretär des 1929 gegründeten und in Leipzig beheimateten Vereins der deutschen Musikalienhändler.

## Familie
Härtel heiratete 1836 Louise Baumeister (* 1811 in Hamburg; † 5. Januar 1871 in Leipzig), die Tochter eines wohlhabenden Hamburger Kaufmanns. Das Ehepaar hatte vier Töchter:
- Antonie, verh. Kohlschütter (* 21. November 1837 in Leipzig, † Anfang Februar 1874 in Halle an der Saale), heiratete am 23. Februar 1873 in Leipzig den Mediziner Ernst Kohlschütter (1837–1905).
- Anna, verh. Volkmann (* 5. September 1840 in Leipzig, † 27. November 1889 ebenda), heiratete am 22. April 1861 in Leipzig den Pfarrer Oskar Volkmann (1826–1878), mit dem sie in Stollberg im Erzgebirge lebte und nach seinem Tod nach Leipzig zurückkehrte,
- Cäcilie, verh. Schöne (* 10. Mai 1842 Leipzig, † 26. April 1870 Halle an der Saale), heiratete am 6. Mai 1869 in Leipzig den Philologen und späteren Museumsdirektor Richard Schöne (1840–1922),
- Helene, verh. Wigand, spätere Schöne (* 1. Juni 1844 in Leipzig, † 26. Juni 1928 in Berlin), heiratete am 23. Mai 1864 in Eutritzsch bei Leipzig den Buchhändler Albrecht Wigand (* 12. Oktober 1837 in Leipzig), von dem sie später geschieden wurde und am 15. April 1873 in Leipzig den verwitweten Richard Schöne ehelichte.

## Ehrung
1879 wurde die von der Windmühlenstraße ausgehende und nach dem Abriss des Römischen Hauses 1904 bis auf den Peterssteinweg durchgezogene Straße nach ihm als Härtelstraße benannt.